# Antígon d'Alexandria
Antígon d'Alexandria (en llatí Antigonus, en grec antic Ἀντίγονος) fou un escriptor i gramàtic grecoegipci a qui fa referència Erotià. Probablement és la mateixa persona mencionada per un escoliasta de Nicandre i el mateix Antígon comentador d'Hipòcrates.